# 海老澤善一
海老澤 善一（えびざわ ぜんいち、1945年9月26日 - 2020年10月4日）は、日本の哲学者、愛知大学名誉教授。ヘーゲルを専門とする。

## 概要
茨城県出身、東京で育つ。東京都立戸山高等学校卒業。1968年京都大学文学部宗教学卒業。73年同大学院文学研究科博士課程満期退学、愛知大学教養部講師、助教授、文学部教授、副学長を歴任。2016年退任。愛知大学人文科学研究所客員所員。
2020年10月4日7時7分、肺癌のため、自宅で死去。75歳没。

## 著書
- 『存在・論理・言葉』梓出版社 1981
- 『論理について』梓出版社 1988
- 『哲学講義 見える世界と見えない世界』梓出版社 2002
- 『ヘーゲル論理学研究序説』梓出版社 2002
- 『対話ヘーゲル『大論理学』 存在の旅へ』梓出版社 愛知大学文學會叢書 2012
- 『ヘーゲル『大論理学』』晃洋書房 哲学書概説シリーズ 2014
- 『ヘーゲル論理学と弁証法』梓出版社、2016

### 共著
- 『人はなぜ暴力をふるうのか 共同研究「暴力および暴力論」』田川光照、常石希望、高須健至、竹中克英共著 梓出版社 2003
- 『続・人はなぜ暴力をふるうのか 共同研究「暴力および暴力論」第2期』太田明、高須健至、田川光照、常石希望共著 梓出版社 2010

### 翻訳
- 『ヘーゲルの「ギムナジウム論理学」』梓出版社 1986
- 『ヘーゲル批評集』1-2 訳編 梓出版社 1992‐2000
- ハンス・フリードリヒ・フルダ『ヘーゲル 生涯と著作』梓出版社 2013

## 論文
- 海老沢善一「ヘーゲル論理学研究-1の1-始原考-上-」『文學論叢』第53号、愛知大学人文社会学研究所、1975年3月、1-41頁、CRID 1520290884408393216、ISSN 02870835。
- 海老沢善一「ヘーゲル論理学研究-1-(2)始原考-下-」『文學論叢』第54号、愛知大学人文社会学研究所、1975年12月、105-137頁、CRID 1520009407235162240、ISSN 02870835。
- 海老沢善一「ヘーゲル論理学研究-2-悪無限考」『文學論叢= Literary symposium』第55号、愛知大学人文社会学研究所、1976年3月、1-40頁、CRID 1520009407132316160、ISSN 02870835。
- 海老沢善一「ヘーゲル論理学研究-3-反省の弁証法」『文學論叢= Literary symposium』第58号、愛知大学人文社会学研究所、1977年7月、1-36頁、CRID 1520572356999024384、ISSN 02870835。
- 海老沢善一「ヘーゲル論理学研究-4-概念の推理的構造」『文學論叢』第60号、愛知大学人文社会学研究所、1978年6月、1-52頁、CRID 1520290883091534592、ISSN 02870835。
- 海老沢善一「ヘーゲル論理学研究-6-(1)-反省の原理と比例の論理-上-イェナ論理学の方法について」『文學論叢』第64号、愛知大学人文社会学研究所、1980年7月、1-36頁、CRID 1520853833010545536、ISSN 02870835。
- 海老沢善一「ヘーゲル論理学研究-6-(2)反省の原理と比例の論理-下-イェナ論理学の方法について」『文學論叢』第65号、愛知大学人文社会学研究所、1980年11月、1-42頁、CRID 1520853833878450176、ISSN 02870835。
- 海老沢善一「ヘーゲル論理学研究-7-「ギムナジウム論理学」における論理学の基礎づけの問題」『文學論叢』第79号、愛知大学人文社会学研究所、1985年7月、1-38,表1枚、CRID 1520853834241873920、ISSN 02870835。
- 海老沢善一「ヘーゲル論理学研究-1の1-始原考-上-」『文學論叢』第53号、愛知大学人文社会学研究所、1975年3月、1-41頁、CRID 1520290884408393216、ISSN 02870835。
- 海老沢善一「ヘーゲル論理学研究-1-(2)始原考-下-」『文學論叢』第54号、愛知大学人文社会学研究所、1975年12月、105-137頁、CRID 1520009407235162240、ISSN 02870835。
- 海老沢善一「ヘーゲル論理学研究-2-悪無限考」『文學論叢』第55号、愛知大学人文社会学研究所、1976年3月、1-40頁、CRID 1520009407132316160、ISSN 02870835。
- 海老沢善一「ヘーゲル論理学研究-3-反省の弁証法」『文學論叢』第58号、愛知大学人文社会学研究所、1977年7月、1-36頁、CRID 1520572356999024384、ISSN 02870835。
- 海老沢善一「ヘーゲル論理学研究-4-概念の推理的構造」『文學論叢= Literary symposium』第60号、愛知大学人文社会学研究所、1978年6月、1-52頁、CRID 1520290883091534592、ISSN 02870835。
- 海老沢善一「ヘーゲル論理学研究-6-(1)-反省の原理と比例の論理-上-イェナ論理学の方法について」『文學論叢』第64号、愛知大学人文社会学研究所、1980年7月、1-36頁、CRID 1520853833010545536、ISSN 02870835。
- 海老沢善一「ヘーゲル論理学研究-6-(2)反省の原理と比例の論理-下-イェナ論理学の方法について」『文學論叢』第65号、愛知大学人文社会学研究所、1980年11月、1-42頁、CRID 1520853833878450176、ISSN 02870835。
- 海老沢善一「ヘーゲル論理学研究-7-「ギムナジウム論理学」における論理学の基礎づけの問題」『文學論叢』第79号、愛知大学人文社会学研究所、1985年7月、1-38,表1枚、CRID 1520853834241873920、ISSN 02870835。
- 海老沢善一「ヘーゲル論理学の生成と発展」『理想』第641号、理想社、1989年1月、110-121頁、CRID 1521417754915483136、ISSN 03873250。
- G.W.F.Hegel, 海老沢善一「ハーマン著作集1編」『文學論叢』第94号、愛知大学人文社会学研究所、1990年7月、117-142頁、CRID 1520009408567143552、ISSN 02870835。
- G.W.F.Hegel, 海老沢善一「ハーマン著作集第2編」『文學論叢』第97号、愛知大学人文社会学研究所、1991年7月、99-128頁、CRID 1520009409416716416、ISSN 02870835。
- G.W.F.Hegel, 海老沢善一「ハーマン著作集第2編-続-」『文學論叢』第98号、愛知大学人文社会学研究所、1991年10月、69-82頁、CRID 1520853833618532352、ISSN 02870835。
- 海老沢善一「ヘーゲル論理学とキリスト教」『宗教哲学研究』第11巻、宗教哲学会、1994年、31-47頁、CRID 1390845712992476800、doi:10.20679/sprj.11.0_31、ISSN 0289-7105。
- 海老沢善一「ヘーゲル:改宗者について」『愛知大学国際問題研究所紀要』第109号、愛知大学国際問題研究所、1998年3月、157-180頁、CRID 1520009407134748160、ISSN 05157781。
- 海老澤善一「批評家ヘーゲル」『文學論叢』第120号、愛知大学人文社会学研究所、1999年12月、1-22頁、CRID 1520853833395001088、ISSN 02870835。

- 海老澤善一「『ヘーゲル体系における意識と理念と実在性』」『ヘーゲル哲学研究』第2008巻第14号、日本ヘーゲル学会、2008年、167-174頁、CRID 1390282680340862720、doi:10.5629/studienzuhegel.2008.167、ISSN 1342-3703。
- 海老澤善一「哲学とは何か」『愛知大學文學論叢』第152巻、愛知大學人文社会学研究所、2015年7月、1-23頁、CRID 1050001337719564416、ISSN 02870835。